# Borsi Antal
Borsi Antal (Hajdúnánás, 1942. december 1. – Kisvárda, 2018. augusztus 12.) magyar szobrász- és grafikusművész, gimnáziumi tanár, „a sárospataki szobrászművész”.

## Életútja
Gyermekkorát Hajdúdorogon töltötte és ott végezte el az általános iskolát is. Kitűnő tanulóként folytatta tanulmányait – az akkor még középiskolának számító – debreceni tanítóképzőben.
A nyíregyházi Bessenyei György Tanárképző Főiskolán szerzett diplomát magyar-orosz szakon. Gyakorlóévei teljesítésére a zempléni hegyek közelébe kívánkozott, de végül a bodrogközi Révleányvár mellett döntött. Katonaidejét kitöltve, 1965-ben ugyanezen a tájon tanított tovább, ezúttal azonban Zemplénagárdon. Főiskolai szakdolgozatát is a község helyneveiből írta és itt ismerkedett meg későbbi feleségével, Bessenyei Évával. Az irodalom és a képzőművészet egyformán fontos helyet foglalt el életében. Rajztanári diplomáját a magyar–orosz szak befejezése után szerezte meg. Ebben az időszakban, már újabb, bodrogközi állomáshelyén, Cigándon tanított. Kisvárdára már szakképzett rajztanárként érkezett. Ezután a debreceni Kossuth Lajos Tudományegyetemen szerzett magyar nyelv és irodalom szakos diplomát. 
Gimnáziumi tanári pályája másfél évtizedig Kisvárdához, a Bessenyei György Gimnáziumhoz kötötte, majd egy tartalmas évtized tapasztalataival, pályázat útján került Sárospatakra, ahol a Református Gimnázium tanáraként, az 1984–85-ös tanévtől 26 éven át tanított és alkotói munkássága is itt teljesedett ki.

„A művészet hivatása ma ugyanaz, ami mindig is volt. Meg kell tudnia szólítani a kortárs közönséget. Nem járhat annyival előrébb, hogy a kortárs közönség befogadni ne tudja, csak bámulni. A megbámulás ugyanis nem azonos a befogadással.”

– Borsi Antal 

## Munkássága

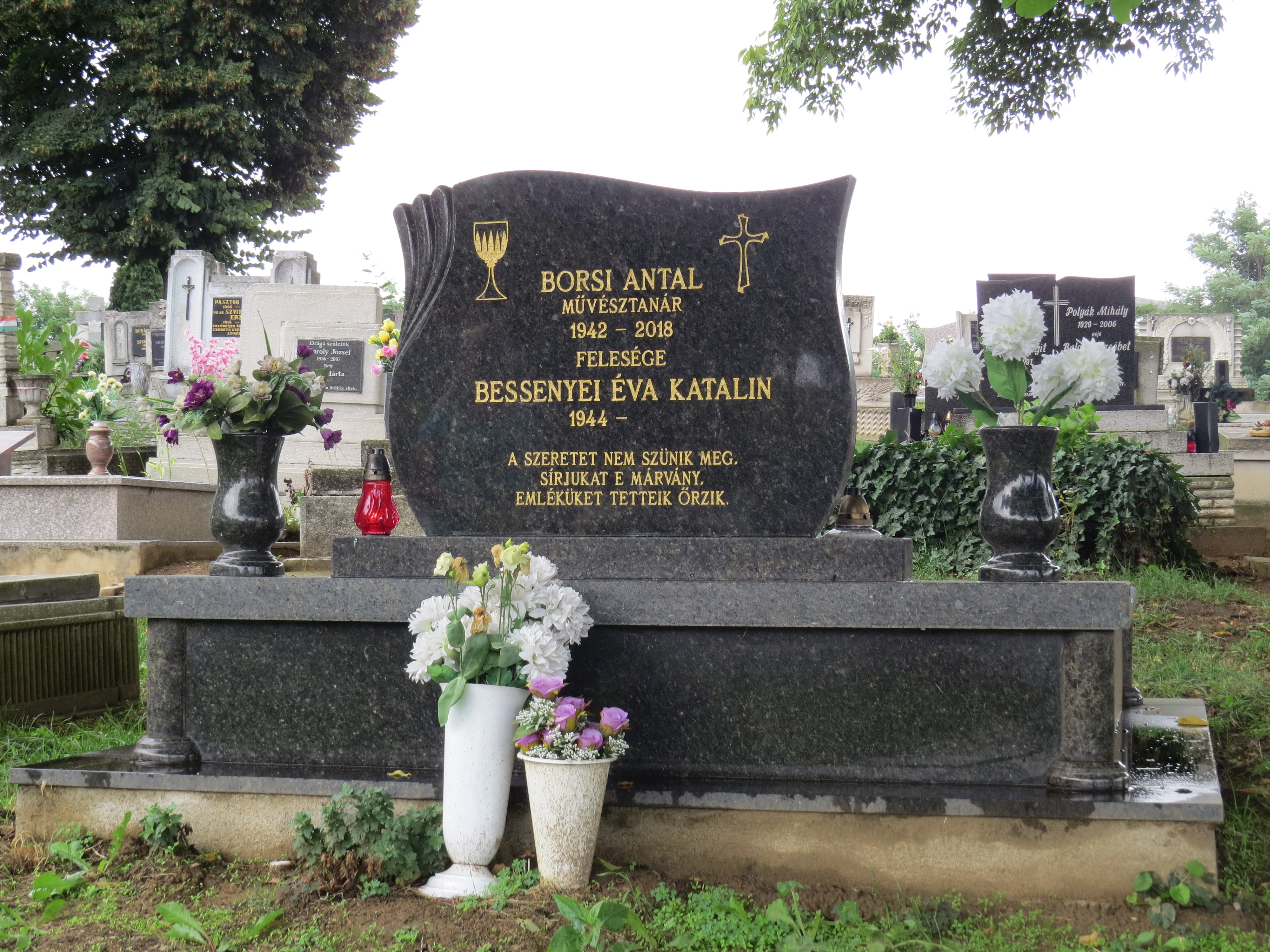
Borsi Antal síremléke (Kisvárda, 2021)

Első bronzplakettjét, Domokos Pál Péter 90. születésnapjára készítette, 1991-ben. 1992-ben szülővárosában a református templom falán helyezték el azt a bronz domborművét, amely Csokonai Vitéz Mihály 1792 pünkösdjén itt töltött legációjára emlékeztet. A felvidéki magyarság, az általa készített plakettel ajándékozta meg II. János Pál pápát, az 1996-os győri látogatása idején. A Magyarok Világszövetsége révén Washingtonban is több plakettje látható, a magyar székházban. Honfoglalási plakettje Brüsszeltől Vologdáig Európa számos nagyvárosába eljutott. Ezt ajándékozta a megyei közgyűlés a millecentenáriumi ünnepségre meghívott külföldi vendégeinek. Borsi munkássága elsősorban Hajdú-Bihar, Szabolcs-Szatmár-Bereg és Borsod-Abaúj-Zemplén megyékre terjed ki, de több műalkotása megtalálható külföldön is. Többek között a Felvidéken, ahol Nagykaposon két köztéri alkotása is látható: Mécs László szobra mellett a honfoglalási emlékmű is segíti a nemzettudat megőrzését. 2010-ben pedig II. Rákóczi Ferenc bronz mellszobrát készítette el, amit a fejedelem halálának 275. évfordulójára avattak fel, a franciaországi Yerres-ben, a Párizshoz közeli kisváros Rákóczi terén.

## Művei (válogatás)

### Köztéri alkotásai

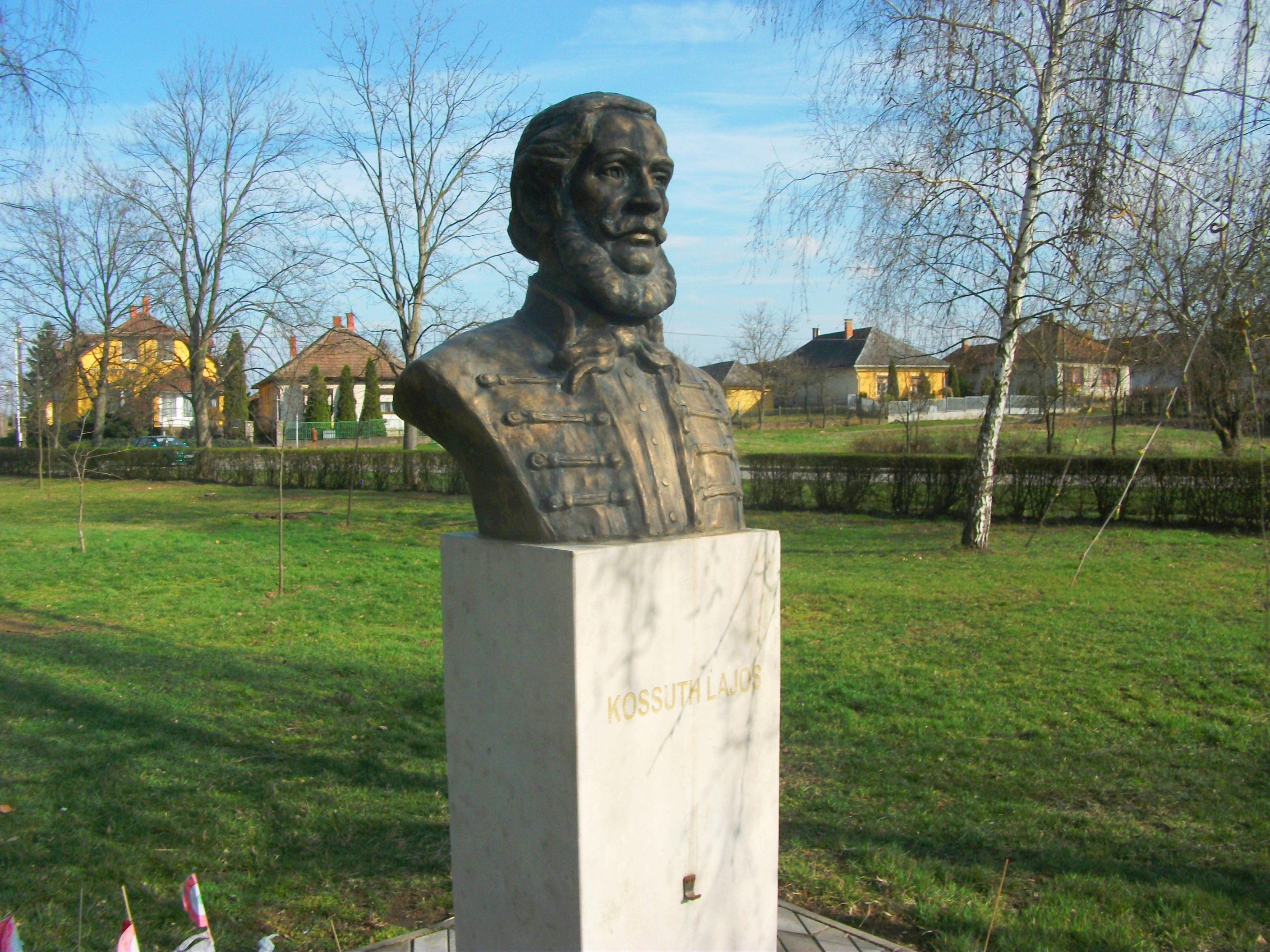
Kossuth mellszobor (Cigánd, 2004)

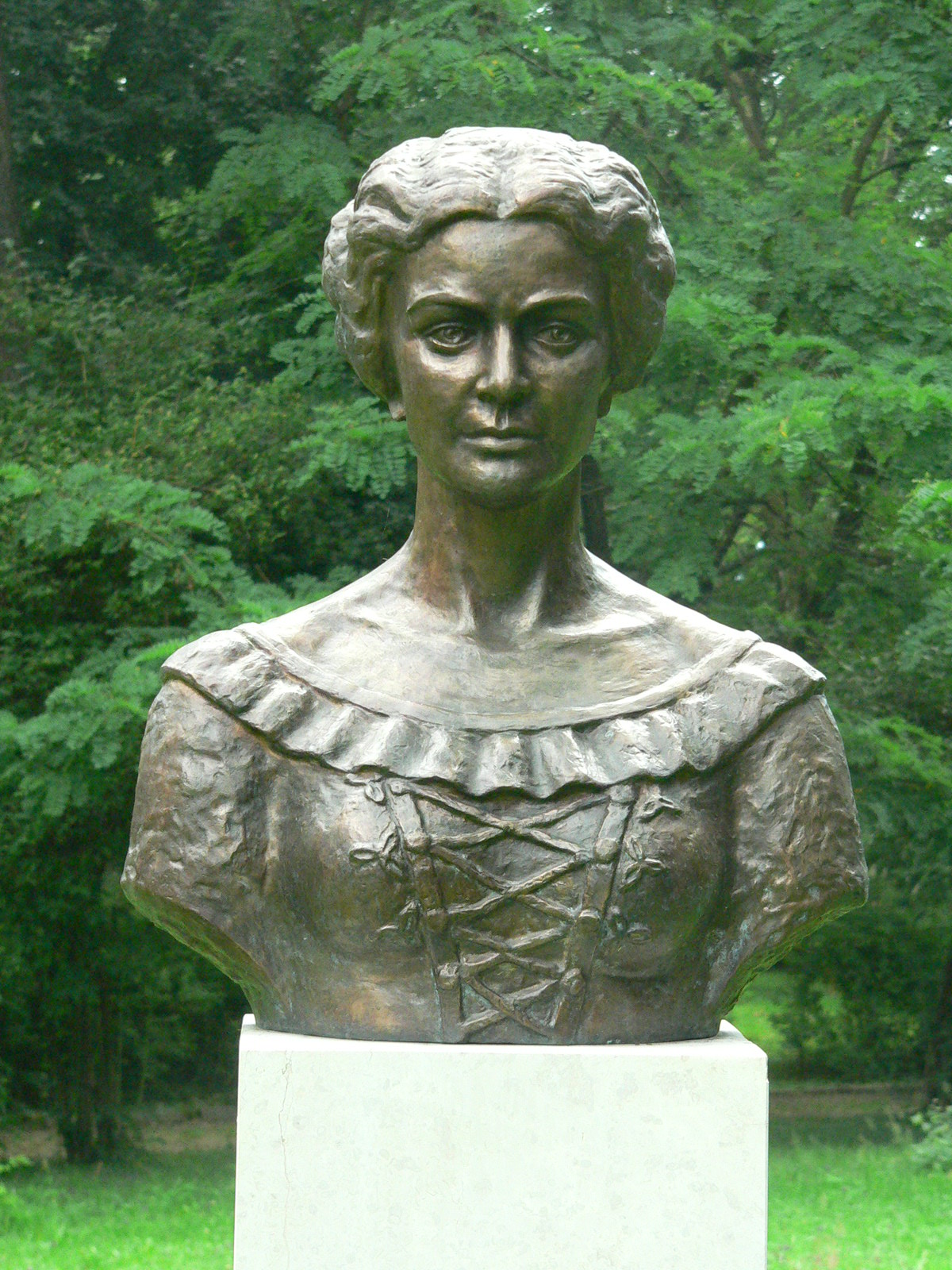
Török Sophie mellszobra (Széphalom, 2008)

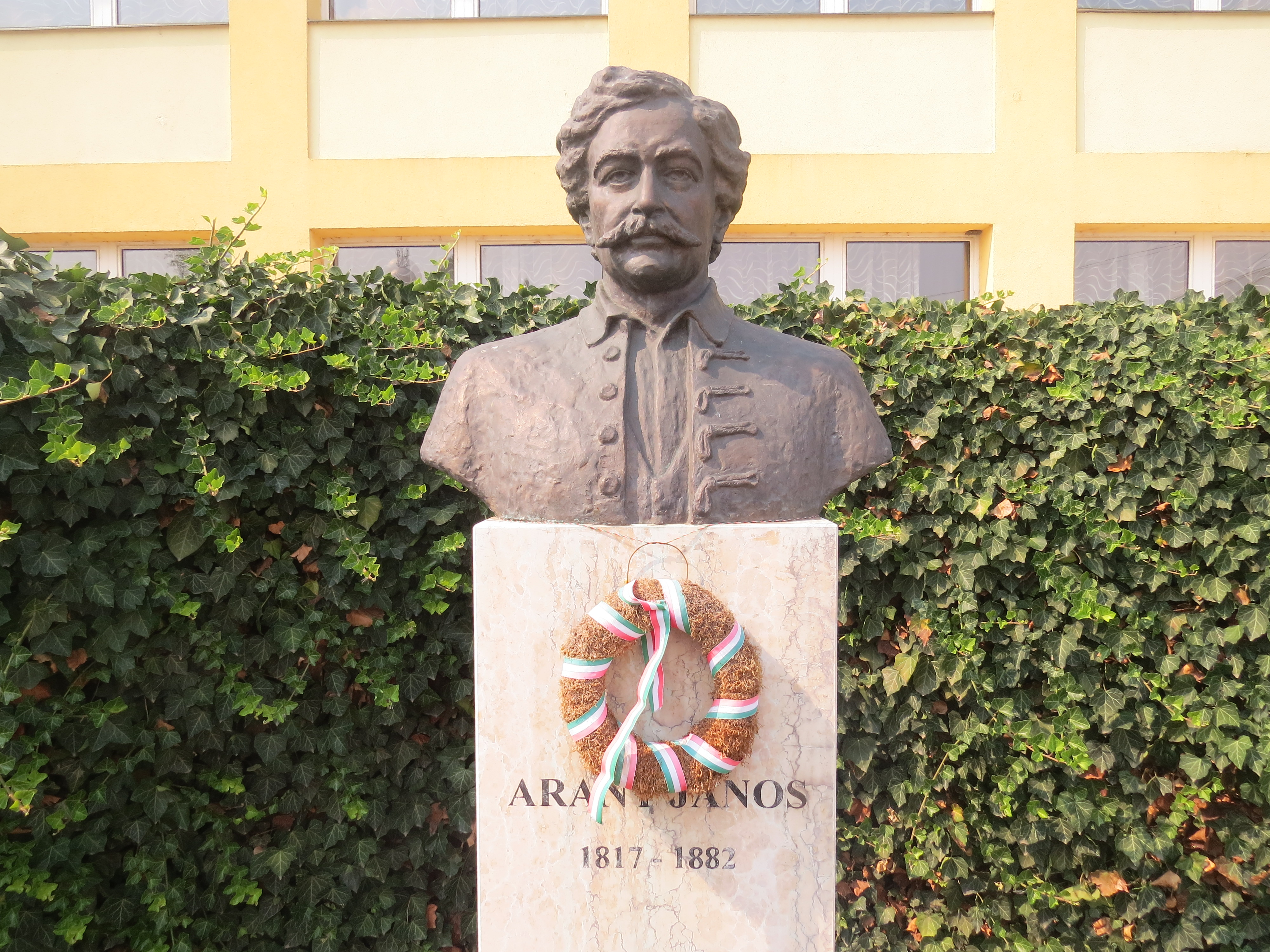
Arany János bronz mellszobra (Kékcse, 2010)

- 1995 – Mécs László (bronz, mellszobor - Nagykapos, a rk. templom előtt)[6]
- 1996 – Honfoglalási emlékmű (bronz, – Nagykapos, a Városháza előtt)
- 2004 – Kossuth Lajos (bronz, mellszobor – Olaszliszka, Szent István utca, A rk. templom mögött)[3]
- 2004 – Kossuth Lajos (bronz mellszobor – Cigánd, Fő út, Hősök tere)[3]
- 2005 – Balassi Bálint (bronz, mellszobor – Ragály, kastélypark)[7]
- 2006 – Mécs László (bronz, mellszobor – Királyhelmec, a róla elnevezett utca melletti parkban)[3]
- 2008 – Kazinczyné gróf Török Sophie (bronz, mellszobor – Sátoraljaújhely-Széphalom, A Kazinczy Emlékkertben, a Mauzóleummal szemben áll.)[8]
- 2009 – Perényi Péter (bronz, mellszobor - Füzér, Petőfi Sándor utca)
- 2009 – Czine Mihály (bronz, mellszobor – Hodász, a református templom kertjében)[9]
- 2010 – II. Rákóczi Ferenc (bronz, mellszobor – Yerres, Rákóczi-tér)[5]
- 2010 – Arany János (bronz, mellszobor – Kékcse, Fő utca 87.)[10]
- 2011 – Kazinczy Ferenc (életnagyságú bronz – Sátoraljaújhely, Kossuth Lajos tér)[11]
- 2012 – Kitelepítettek emlékműve (bronz, mészkő – Dombrád, Kossuth Lajos utca)[12]
- 2013 – Bocskai István (bronz, mellszobor – Bagamér, Kossuth u. 12.)[13][14]
- 2013 – Ölbey Irén (bronz, mellszobor – Döge)[15]
- 2013 – Kazinczy Ferenc (bronz, mellszobor – Szabolcsveresmart, az Általános Iskola kertjében)
- 2014 – Pataki diák (bronz, életnagyságú – Sárospatak Makovecz Imre tér, Az egyetem keleti oldalán)[16]
- 2015 – Dobos László (bronz, mellszobor – Királyhelmec)[17]
- 2017 – Kossuth Zsuzsanna (bronz, mellszobor – Sátoraljaújhely)[18]

### Egyéb alkotásai
- 1992 – Csokonai-emléktábla (Hajdúdorog, Nánási út – Az emléktábla a református templom homlokzatán található).
- 2000 – Weiner Leó (dombormű, Kisvárda, Szent László utca 42. – A zeneiskola emeleti folyosóján)
- 2003 – A professzori iskola és Jurányi Lajos emléktáblája (Nyíregyháza, a Luther-ház Luther utcai oldalán[3]
- 2017 – Az 1956-os forradalom emlékművei (Dombrádon,[19] és Cigándon az '56-osok terén.)[20]